# Beitbridge
Beitbridge é uma cidade do Zimbábue na província de Matabelelândia Sul. Tem uma população de 22.378 (2002) e aproximadamente 2.570 casas.